# Кіршкау
Кіршкау (нім. Kirschkau) — громада в Німеччині, розташована в землі Тюрингія. Входить до складу району Заале-Орла. Складова частина об'єднання громад Зенплатте.
Площа — 5,98 км2. Населення становить 194 ос. (станом на 31 грудня 2021).

## Галерея

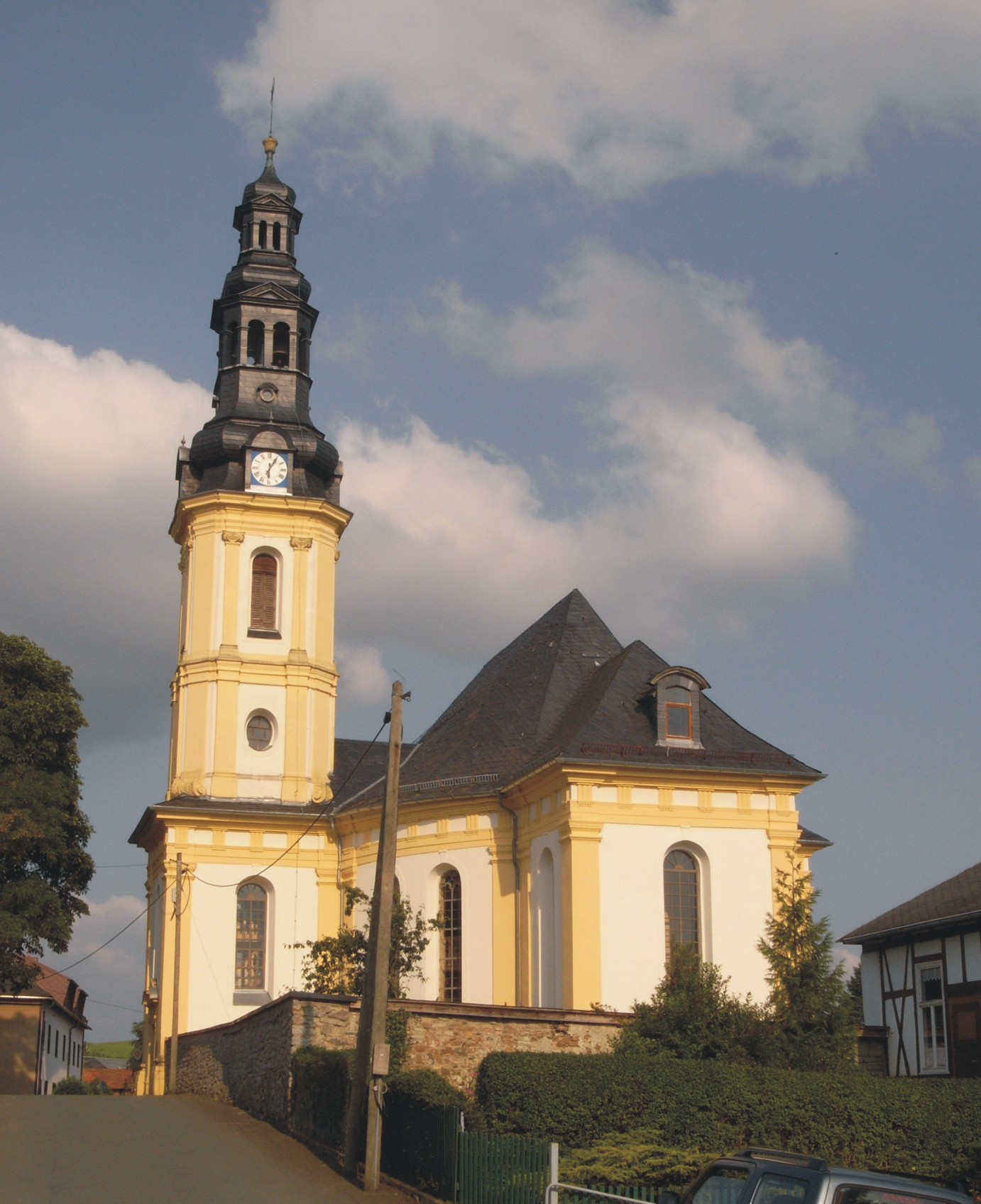